# Aechmea roeseliae
Aechmea roeseliae är en gräsväxtart som beskrevs av Hans Edmund Luther. Aechmea roeseliae ingår i släktet Aechmea och familjen Bromeliaceae. Inga underarter finns listade i Catalogue of Life.